# Ewa Stachura
Ewa Joanna Stachura (ur. 1956 w Poznaniu) – polska architekt, profesor doktor habilitowany nauk inżynieryjno-technicznych, rektor w kadencji 2015–2020 w Państwowej Wyższej Szkole Zawodowej w Raciborzu.

## Życiorys
Absolwentka IX Liceum Ogólnokształcącego im. Juliusza Słowackiego we Wrocławiu. W 1980 ukończyła studia z zakresu architektury na Politechnice Wrocławskiej (praca dyplomowa wykonana pod kierunkiem Olgierda Czernera). Doktoryzowała się w 1987 na uczelni macierzystej na podstawie rozprawy zatytułowanej Tadeusz Michejda – śląski architekt dwudziestolecia międzywojennego. Stopień naukowy doktora habilitowanego uzyskała w 2010 na Politechnice Wrocławskiej w oparciu o pracę pt. Determinanty zmian w architekturze mieszkaniowej okresu transformacji w Polsce. W 2021 otrzymała tytuł profesora nauk inżynieryjno-technicznych.
Od 1984 pracowała w Biurze Projektów Budownictwa Ogólnego „Miastoprojekt Nowe Tychy”. W latach 1991–2010 prowadziła własną pracownię projektową.
W 1995 podjęła pracę jako nauczyciel akademicki. Była związana z uczelniami niepublicznymi, a także z Wydziałem Architektury Politechniki Śląskiej (jako adiunkt). Na Wydziale Ekonomii Uniwersytetu Ekonomicznego w Katowicach zajmowała stanowisko profesora nadzwyczajnego i kierowała Samodzielnym Zakładem Badań Przestrzeni Zurbanizowanej. Przez trzy semestry przebywała w International University of Sarajevo, gdzie prowadziła badania naukowe i zajęcia dydaktyczne. W 2012 podjęła pracę w Państwowej Wyższej Szkole Zawodowej w Raciborzu. W kwietniu 2015 została wybrana na rektora PWSZ w Raciborzu na kadencję 2015–2019 (wydłużoną na mocy ustawy do 31 sierpnia 2020).
Zajmuje się badaniami historycznymi nad architekturą oraz rozwojem polskiej architektury, w szczególności architektury mieszkaniowej w okresie transformacji.